# Польско-литовские унии

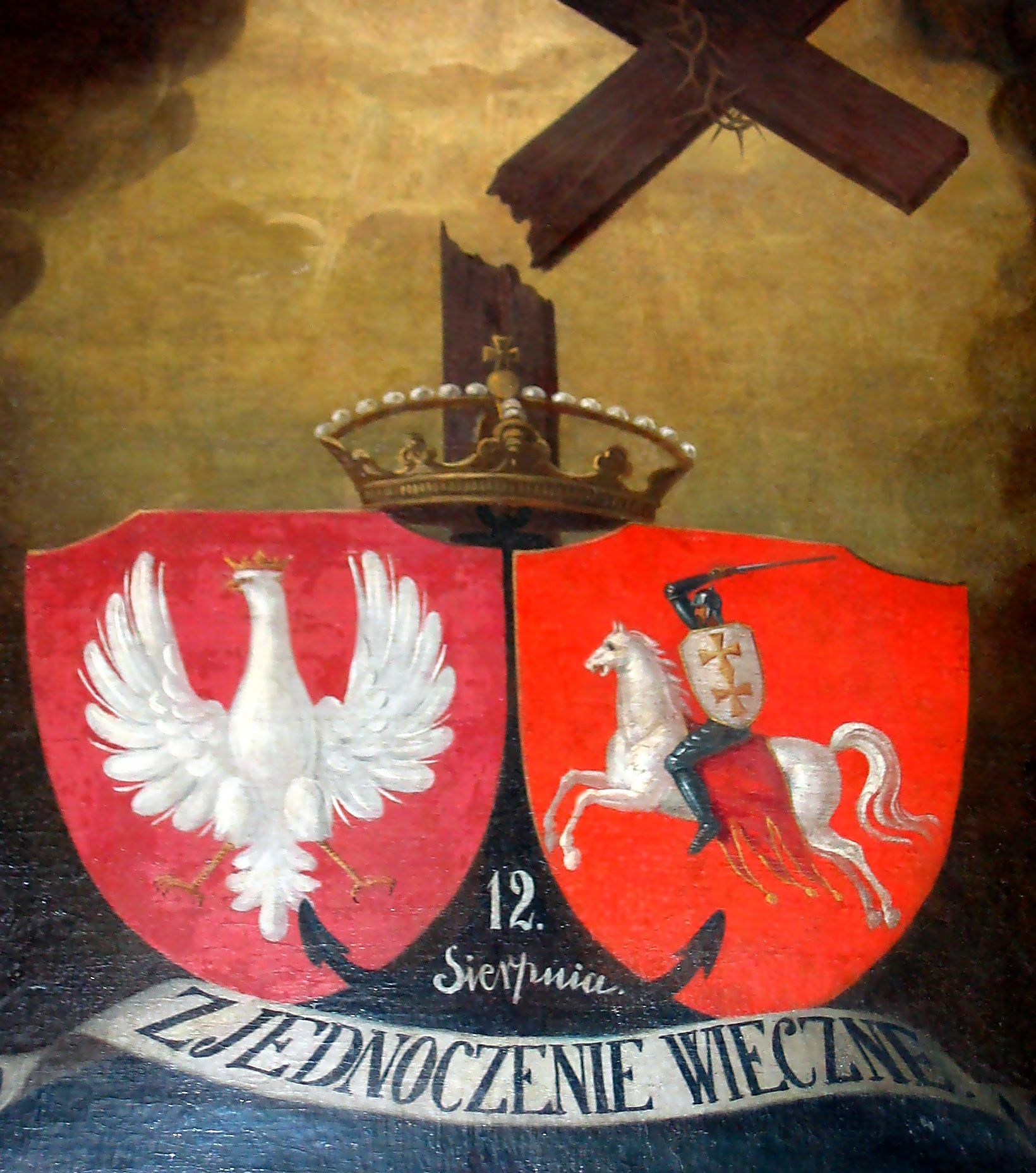
Геральдические символы Польши и Литвы

Польско-литовская уния — военно-политический союз Королевства Польского и Великого княжества Литовского в конце XIV—XVI веках, который вылился в образование в 1569 году объединённого государства, известного как Речь Посполитая. В 1386—1392, 1447—1492 и 1501—1569 Польша и Литва имели общего монарха, в остальное время уния была чисто династической. В 1440—1444 существовала польско-венгерская уния, в 1490—1526 — чешско-венгерская уния под властью польско-литовской династии Ягеллонов.
Королевство Польское и Великое княжество Литовское координировали свои интересы с момента раздела галицко-волынского наследства при Гедимине. Два государства объективно сплачивали такие факторы, как татаро-турецкая угроза на юге и экспансия крестоносцев на севере. Союзные отношения были оформлены следующими униями:
- 1385 — Кревская уния Ягайло становится королем Польши и создаётся военно-политический союз ВКЛ и КП.
- 1401 — Виленско-Радомская уния соглашение между Ягайло и Витовтом о признании Витовта великим князем и его вассальной позиции по отношению к Королю Польши.
- 1413 — Городельская уния распространила права польской шляхты на католическое дворянство Великого княжества Литовского.
- 1432 — Гродненская уния — заключена на условиях, фактически идентичных условиям Виленско-Радомской унии.
- 1499 — Краковско-Виленская уния.
- 1501 — Мельницкая уния предусматривала объединение Королевства Польского и Великое княжество Литовское в единое государство, но не была утверждена сеймом Великого княжества.
- 1569 — Люблинская уния, в результате которой возникла Речь Посполитая.